# Ненад Йолдески
Ненад Йолдески (на македонска литературна норма: Ненад Јолдески) е северномакедонски поет и писател на произведения в жанра драма.

## Биография и творчество
Ненад Йолдески е роден на 26 ноември 1986 г. в Струга, Северна Македония. Получава през 2010 г. бакалавърска степен по икономика в Икономическия факултет на университета „Св. Кирил и Методий в Скопие и през 2013 г. магистърска степен в катедрата по Общо и сравнително литературознание във Филологическия факултет „Блаже Конески“ в Скопие с дипломна работа на тема „Интертекстуалната ирония в модерния и постмодерния разказ“.
Първата му книга „Штамата на Енхалон“ (Тишината на Енхалон) е сборник с разкази издаден през 2009 г. Разказите са написани стружки диалект и сленг. Книгата печели наградата на конкурса „Новите“ за най-добрър дебют.
Втората му книга, сборникът с разкази, „Всеки със своето езеро“, е издаден през 2012 г. През 2016 г. книгата получава наградата за литература на Европейския съюз.
Първата му новела „Пливање спротоводно“ (Плуване срещу течението) е издадена през 2018 г. Той представя историята на завръщането на Артемида от Ню Йорк в Струга, пътуване представено в две части, пътуване в ключово търсене на идентичност, биологично, пренебрегвано, забравено. Новелата е номинирана за най-престижната литературна награда в Македония – „Роман на годината“.
Той е един от основателите на ИНКА (Инициатива за независим културен активизъм), сформирана през 2013 г. в Струга, както и на фестивала за пропагандиране на културата ДРИМON. За нуждите на художествената група „Везденски“, в която участва, адаптира няколко пиеси за различни аматьорски театрални представления.
Ненад Йолдески живее със семейството си в Струга.

## Произведения

### Сборници
- Штамата на Енхалон (2009) – награда „Новите“ за най-добър дебют
- Секој со своето езеро (2012) – награда за литература на Европейския съюз
Всеки със своето езеро, изд.: ИК „Персей“, София (2019), прев. Таня Попова
съдържа разказите: Дървета с корони под земята; Къде си, поете?; Мъгла; Неплатени хотелски сметки; Пътувания; Спирала; Къща; Николай и мастиленото езеро; Точно моята слива ли, Господи!; Огън; Баща ми, часовникът и краткият разказ; Майка ми, наводнението и краткият разказ; Мостът, вълшебната тръба и големият бял гларус; Вода

### Романи и новели
- Пливање спротоводно (2018)

### Разкази
- Огън, „Литературен вестник“ (2014), прев. Таня Попова